# Charles Richard Anders
Charles Richard Anders (* 29. Juli 1929 in Frederick, Maryland; † 1. August 2020 in Venice, Florida) war ein US-amerikanischer Komponist und Pfarrer der Evangelisch-Lutherischen Kirche in Amerika.
Er war an verschiedenen Orten tätig, zuletzt in Tamarac (Florida) und Minneapolis. 1978 war er Mitarbeiter am Lutheran Book of Worship. Im Evangelischen Gesangbuch ist unter der Nummer 269 seine Vertonung des Liedes Christ is the king, o friends rejoice („Christus ist König, jubelt laut!“) abgedruckt.

## Werke (Auswahl)
- Praise to the Lord (1957)
- O Lord, support us (1967)
- They are happy whose life is blameless (1970)